# Parioglossus interruptus
Parioglossus interruptus är en fiskart som beskrevs av Suzuki och Senou, 1994. Parioglossus interruptus ingår i släktet Parioglossus och familjen Ptereleotridae. Inga underarter finns listade i Catalogue of Life.